# Rosamond
Rosamond (også: Rosamund, Rosamunda, Rosemunda) (roz'umund) (født ca. 540, død august 572) var en germansk prinsesse og langobardernes dronning fra 568 til 572. Hun var datter af Kunimond, kongen af den germanske stamme gepiderne, og hustru til Alboin konge af langobarderne. Navnet Rosamond (ROH-za-mund) er af gammel germansk oprindelse og betyder "hestebeskytter".
Ifølge Paulus Diaconus havde Alboin set den smukke Rosamond efter en gæstevisit hos Kunimond og fik snart en ubændig lyst til at besidde hende. Kunimond afslog Alboins tilnærmelser, men Alboin allierede sig med avarerne, og sammen besejrede de Kunimond i slaget ved Asfeld i 552, og Alboin tog Rosamond til kone. Det var en gammel langobardisk tradition at drikke af hovedskallen fra besejrede fjender, og efter sejren lavede Alboin en forgyldt drikkeskål af Kunimonds hovedskal.
I 586 opfordrede den romerske general Narses, Alboin til at underlægge sig Italien. Hvilket han i en række kampagner delvist havde held til. Under en festligholdelse af en af hans sejre tvang Alboin sin kone Rosamond til at drikke vin fra den kop, han havde fået udformet af hendes fars hovedskal. "Din vilje ske" udbrød hun og svor, at denne fornærmelse kun kunne vaskes væk med Alboins blod. Hjulpet af Helmichis, sin elsker og kongens våbenbærer samt den langobardiske prins Peredeus som hun havde forført og derefter afpresset, fik Rosamond sin mand Alboin hugget ned efter et drikkegilde.
Rosamond giftede sig med Helmichis og prøvede at regere langobardernes rige i Italien, men de langobardiske prinser krævede hende henrettet for mordet på kongen. Rosamond flygtede med Helmichis og langobardernes rige krigsbytte til den romerske fæstning Ravenna, hvor den romerske regent, Longinus, betaget af hendes charme og skønhed – og hendes rigdom, ønskede hende for sig selv. Rosamond accepterede og forsøgte at dræbe Helmichis med forgiftet vin, men efter at have taget bægeret til munden og drukket fattede Helmichis mistanke og tvang hende til selv at drikke af samme forgiftede bæger. Hvorefter de begge døde.
Rosamond havde taget Alsvinda, Alboins datter med hans forrige kone Klotsuinda, med til Ravenna. Efter Rosamonds død blev Alsvinda og lombarderne krigsbytte sendt til den romerske kejser Tiberius i Konstantinopel. Alsvindas videre skæbnes kendes ikke.
Rosamonds historie er nedskrevet af den langobardiske historiker Paulus Diaconus (720-799) i hans værk Langobardernes historie. Efterfølgende er den også blevet gjort til emne for to tragedier; Swinburnes Rosamund, Queen of the Lombards (1899) og Alfieris Rosamunda. Desuden er hendes liv gendigtet i Rosmunda e Alboino, en italiensk film fra 1962.